# Fußball-Ostasienmeisterschaft der Frauen 2008
Die zweite Fußball-Ostasienmeisterschaft der Frauen, offiziell EAFF Women’s Football Championship 2008, wurde 2008 in der Volksrepublik China ausgetragen. Vier Mannschaften aus dem ostasiatischen Raum qualifizierten sich für die Endrunde. Davon waren Japan und Nordkorea sowie die Volksrepublik China als Gastgeber bereits gesetzt. Südkorea konnte sich in einem im Juli 2007 ausgetragenen Qualifikationsturnier als vierte Mannschaft qualifizieren.
Die Qualifikationsrunden wurden in einer Gruppenphasen ausgespielt. Der Sieger qualifizierte sich jeweils für die nächste Runde. Der Ostasienmeister wurde ebenfalls durch Gruppenspiele ermittelt.

## Austragungsort
Die Qualifikationsspiele der ersten Runde wurden im LeoPalace Resort Main Stadium auf Guam ausgetragen. Die Spiele der zweiten Runde wurden alle im Yongchuan Stadium in Chongqing in der Volksrepublik China ausgetragen.

## Modus
Jede Mannschaft spielte in der jeweiligen Gruppenphase je einmal gegen jede andere Mannschaft der Gruppe. Ein Sieg wurde mit drei Punkten, ein Unentschieden mit einem Punkt bewertet. Bei zwei oder mehreren punktgleichen Mannschaften, entschieden folgende Kriterien:
1. bessere Tordifferenz;
2. höhere Anzahl erzielter Tore;
3. höhere Punktzahl aus den Spielen der punkt- und torgleichen Mannschaften untereinander;
4. bessere Tordifferenz aus diesen Spielen;
5. höhere Anzahl erzielter Tore aus diesen Spielen;
6. Losentscheid.

## Turnier

### Qualifikation
| Pl. | Land              | Sp. | S | U | N | Tore    | Diff. | Punkte |
| --- | ----------------- | --- | - | - | - | ------- | ----- | ------ |
| 1.  | Südkorea          | 3   | 3 | 0 | 0 | 013:100 | +12   | 09     |
| 2.  | Chinesisch Taipeh | 3   | 2 | 0 | 1 | 014:400 | +10   | 06     |
| 3.  | Hongkong          | 3   | 1 | 0 | 2 | 002:120 | −10   | 03     |
| 4.  | Guam              | 3   | 0 | 0 | 3 | 001:130 | −12   | 0      |

|                |   |                |           |
| 1. Juli 2007   |   |                |           |
| Guam           | – | Hongkong       | 1:2 (1:1) |
| Chinese Taipei | – | Südkorea       | 1:4 (0:3) |
| 3. Juli 2007   |   |                |           |
| Südkorea       | – | Hongkong       | 3:0 (2:0) |
| Guam           | – | Chinese Taipei | 0:5 (0:1) |
| 5. Juli 2007   |   |                |           |
| Chinese Taipei | – | Hongkong       | 8:0 (1:0) |
| Guam           | – | Südkorea       | 0:6 (0:4) |

Südkorea qualifizierte sich für die Endrunde.

### Endrunde
Die Endrunde fand parallel zum Turnier der Männer statt.
| Pl. | Land                | Sp. | S | U | N | Tore    | Diff. | Punkte |
| --- | ------------------- | --- | - | - | - | ------- | ----- | ------ |
| 1.  | Japan               | 3   | 3 | 0 | 0 | 008:200 | +6    | 09     |
| 2.  | Nordkorea           | 3   | 1 | 1 | 1 | 006:300 | +3    | 04     |
| 3.  | Volksrepublik China | 3   | 1 | 1 | 1 | 003:500 | −2    | 04     |
| 4.  | Südkorea            | 3   | 0 | 0 | 3 | 002:900 | −7    | 0      |

|                               |   |           |           |
| 18. Februar 2008 um 17:00 Uhr |   |           |           |
| Nordkorea                     | – | Japan     | 2:3 (1:1) |
| 18. Februar 2008 um 19:30 Uhr |   |           |           |
| China                         | – | Südkorea  | 3:2 (1:0) |
| 21. Februar 2008 um 17:00 Uhr |   |           |           |
| Japan                         | – | Südkorea  | 2:0 (1:0) |
| 21. Februar 2008 um 19:30 Uhr |   |           |           |
| China                         | – | Nordkorea | 0:0       |
| 24. Februar 2008 um 17:00 Uhr |   |           |           |
| Südkorea                      | – | Nordkorea | 0:4 (0:0) |
| China                         | – | Japan     | 0:3 (0:2) |